# Götar

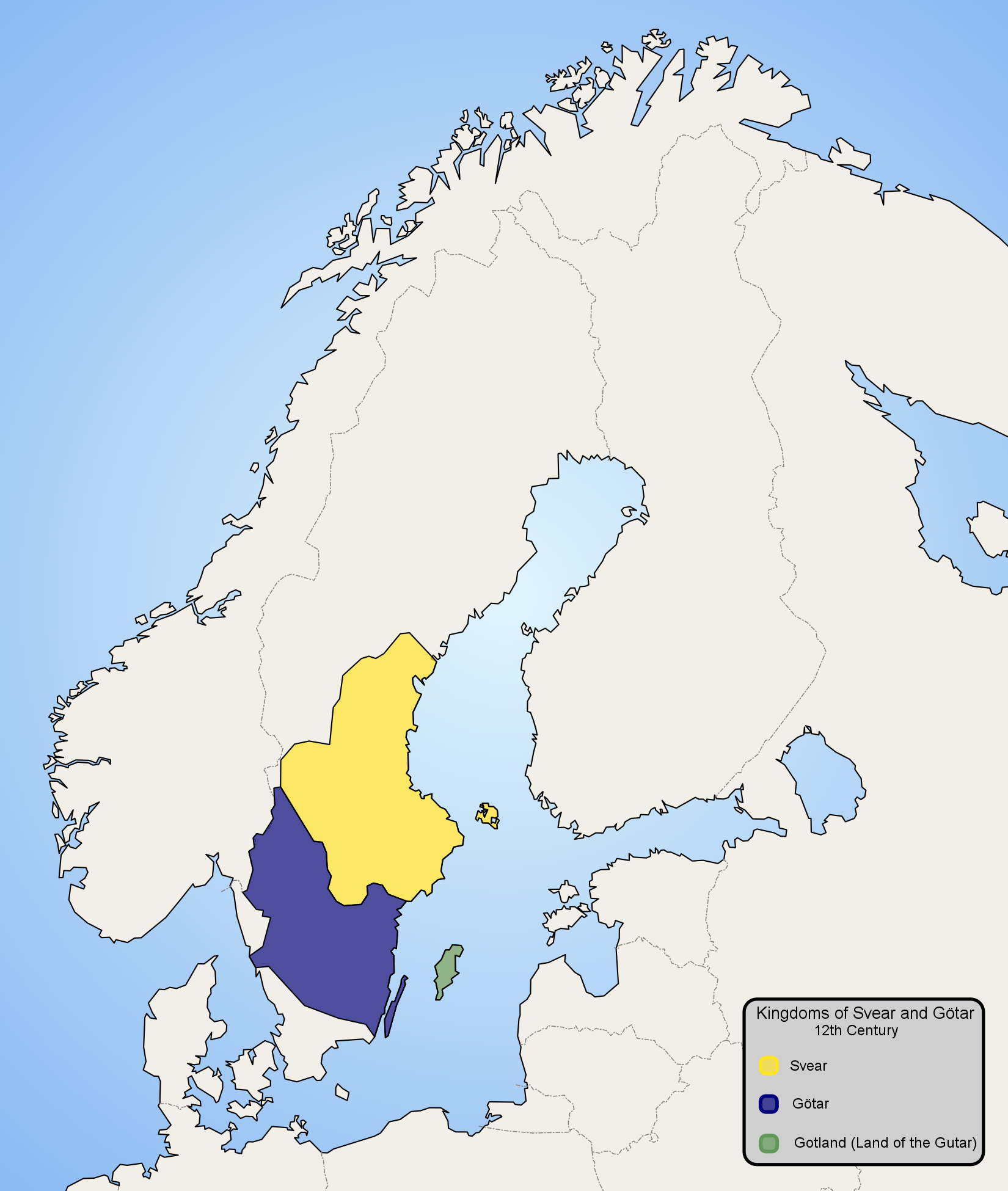
Sverige på 1100-talet, före införlivningen av Finland under 1200-talet.
Gutar
Svear
Götar

Götar eller göter (fornnordiska: gautar) är en protohistorisk benämning på forntidens invånare i Västergötland,  Östergötland, Dalsland och Värmland. Såsom etnisk benämning användes namnet fortfarande under medeltiden. Idag är det dock vanligast att invånarna i området betecknar sig som värmlänningar, dalslänningar, västgötar och östgötar. Tidigare kunde namnet även användas som en benämning för svenskarnas (eller rentav alla nordbors) forntida förfäder. Under medeltiden framstår svear som en samlad beteckning över invånarna i såväl Svealand som Götaland. Götar förefaller ibland ha betraktats som en underavdelning till svear.

## Etymologi
Ursprunget till ordet göt anses vara densamma som till gjuta, det vill säga 'hälla ut vätska'. Detta syftar möjligen på sädesvätska, vilket innebär att folkslagsnamnet kan vara en omskrivning eller ett heiti för 'män'. Namnet går tillbaka på ett urgermanskt *gautoz, besläktat med det *gutanez som gav gotiska gutans, fornengelska gotan, isländska gotar och fornsvenska gutar.
På 100-talet skrev Ptolemaios om doutai eller goutai och på 500-talet skrev Jordanes gauthigoth och Prokopios gautoi. På 1200-talet skrevs Göta älv på fornvästnordiska Gautelfr vilket ansluter till att götar på isländska heter gautar. På fornengelska, bland annat i Beowulf, omtalas geátas, även om dessa också föreslagits vara identiska med andra folk.

## Götar och goter
I äldre svensk historieskrivning förekommer allmänt uppfattningen att järnålderns götar i någon mening skulle vara identiska med goterna på kontinenten. Ända sedan senantiken hade goterna kopplats samman med den yttersta norden. Sammankopplingen fortsatte sedan att användas i kyrkliga sammanhang från Sveriges kristnande och framåt. Den framhölls första gången av en svensk företrädare i ett officiellt sammanhang i och med Nils Ragvaldssons tal vid kyrkomötet i Basel. Från denna tidpunkt och in på 1800-talet betonades detta för att skänka Sverige en mera lysande historia (se göticism). 
Tanken att goterna skulle ha kommit från Sverige har emellertid i den moderna svenska historiedebatten blivit starkt kritiserad. DNA-analyser har dock visat på genetiska likheter som kopplar samman södra Skandinavien, Polen (där goterna en tid skall ha bott enligt Jordanes) och Svarta havet.

## Götar och svear
Det har spekulerats i om götarna någon gång i forntiden varit samlade i ett gemensamt rike. Under medeltiden, då de skriftliga källorna om de Nordiska rikena börjar flöda något rikligare, är västgötarna och östgötarna emellertid tydligt åtskilda, har varsin landskapslag och väljer kung oberoende av varandra. Det finns inte mycket som talar för att de i ett tidigare skede har utgjort en politisk enhet. Till det äldsta dokumenterade Götaland hörde utöver de båda götalandskapen även Dalsland och Värmland, men inga andra omgivande landskap.
Hur och när götarna och svearna kom att ingå i ett gemensamt rike är omdiskuterat. Dagens forskningskonsensus ser utvecklingen som en fredlig process, där handelskontakter, ingifte och politiska förbund har varit avgörande. Olof Skötkonungs val till förste kristne kung över båda folkgrupperna omkring år 1000 ses som en viktig milstolpe. En äldre tolkning, som tog sin utgångspunkt i medeltida källor som svenska och danska krönikor, de isländska sagorna och Beowulfkvädet, gjorde gällande att förloppet gått våldsamt till, varigenom svearna med vapenmakt lagt under sig götarnas länder. När detta skulle ha skett varierade från 500-talet till 800-talet.

## Götarna i de nordiska sagorna
Om götar kan man läsa i Saxo Grammaticus Gesta Danorum, liksom i de isländska fornaldarsagorna, som inte kan tas på allvar av historieforskningen, men som likväl är av litterärt och kulturellt intresse. Götarna förekommer till exempel i Götrikssagan, Rolf Götrikssons saga och i Herröds och Boses saga. Dessa berättar att götarna härstammade från Göte, vilken sades vara son till Oden. Göte fick sonen Götrik den milde som blev kung av Västergötland och Kung Ring av Östergötland. Götrik hade i sin tur sonen Rolf Götriksson, en berömd sagohjälte. Det berättas att Rolf "erövrade" den svenska krigarprinsessan Torborg, dotter till kung Erik och ärvde således tillfälligt Svealand. Ring å sin sida hade sonen Herröd, vilken även han blev en berömd kämpe. Herröds dotter var den Tora Borgarhjort, som Ragnar Lodbrok tog till hustru.
I Ynglingasagan av Snorre Sturlasson berättas det om hur sveakungen Ingjald Illråde brände inne ett flertal småkungar, däribland Algöt av Västergötland, vars dotter Göthild var hans hustru, och tillägnade sig dennes land. Östergötlands kung Högne och hans son Hilder försvarade dock sitt rike och behöll självständighet gentemot svearna. Högne hade en dotter vid namn Sigrun som var valkyria. I henne förälskade sig den östgötske hjälten Helge Hundingsbane, men fadern gifte bort henne med Hödbrodd från Södermanland. Detta är intrigen som bildar bakgrund till kvädet om Helge Hundingsbane i den äldre Eddan. Östergötland skall ha utgjort ett eget rike fram till Bråvallaslaget mellan sveakungen Sigurd Ring och danske kungen Harald Hildetand, där östgötarna befann sig på den danske kungens sida. Sigurd Ring blev segrare och Östergötland kom därvid att bli en del av svearnas rike.

## Geaterna
Göterna identifieras ofta med geaterna, Geatas, ett folk som förekommer i Beowulfkvädet (anglosaxiskt epos som daterats till någonstans mellan 700-talet och 1000-talet av olika forskare) och som verkets hjälte tillhör. Geaterna uppträder även i det anglosaxiska diktverket Den Vittfarne där de placeras jämte svearna. Identifieringen bygger bland annat på att ordet går tillbaka på samma språkhistoriska rot som götar, att geaterna tycks ha bott grannar med svearna samt en förutsägelse om att geaterna skall duka under i kamp med dessa, vilket var i överensstämmelse med vad man traditionellt trott sig veta om Sveriges uppkomst. Dock har även andra folkslag föreslagits som motsvarigheter till geaterna baserat på andra detaljer i Beowulfkvädet, och frågan har inte gått att slutgiltigt besvara.[källa behövs]